# Tjasker

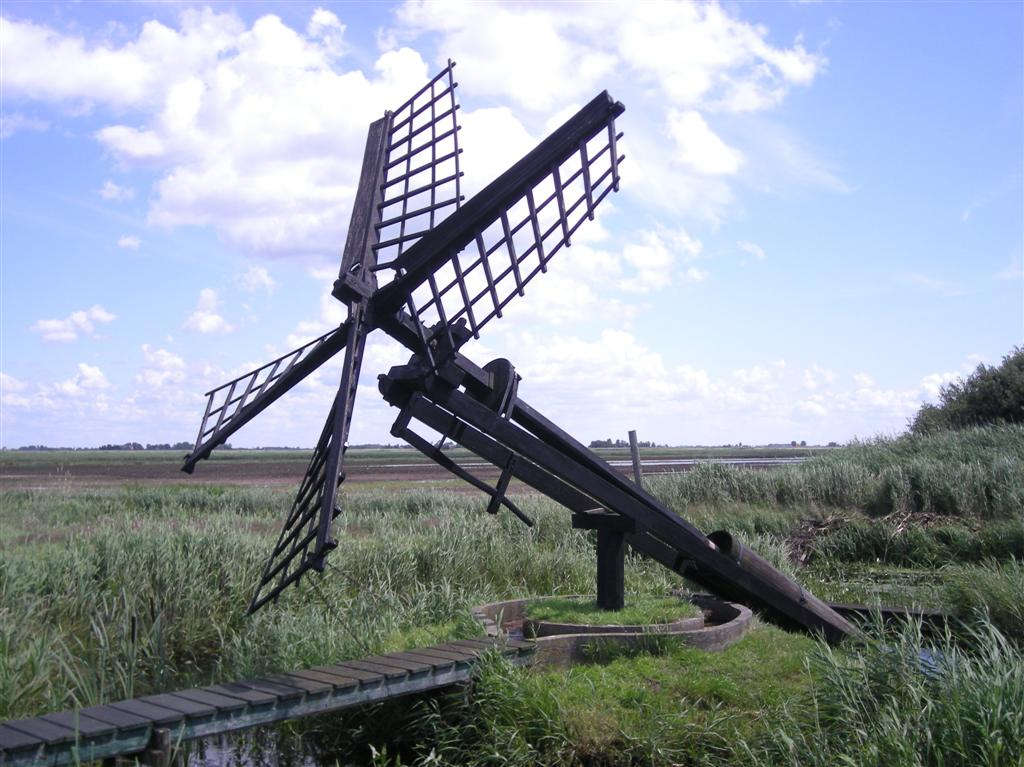
De paaltjasker Zandpoel in natuurgebied Sânpoel

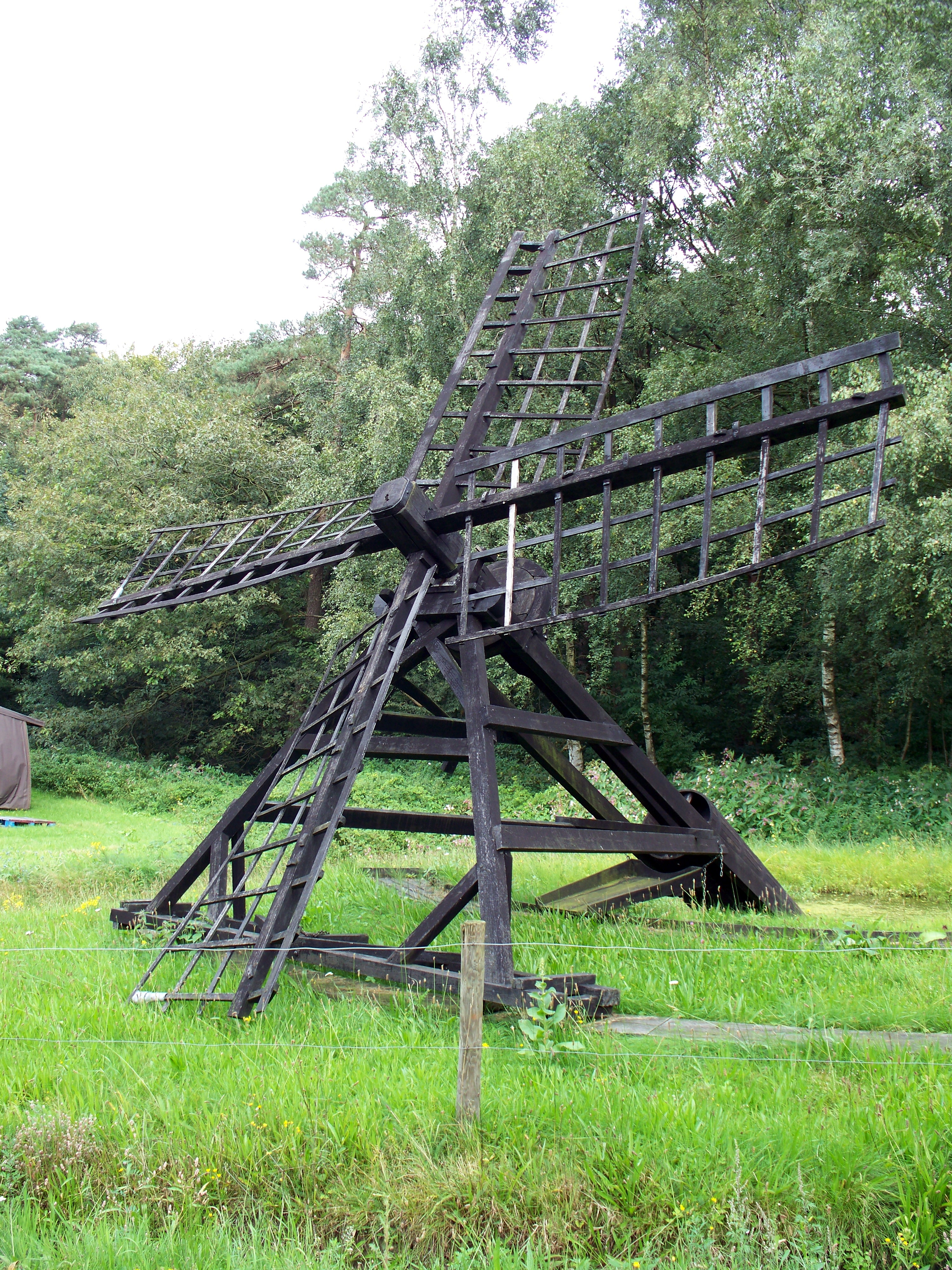
Boktjasker in Openluchtmuseum Arnhem

De tjasker is een van de kleinste windmolens in Nederland en is ontwikkeld in Friesland.

## Beschrijving
Er zijn twee typen tjaskers: de paaltjasker en de boktjasker. Bij de paaltjasker wordt de molenas ondersteund door een paal en bij een boktjasker ligt de voorkant van de molen op een houten bok. De paaltjasker maalt het binnenwater via de vijzelkom naar de buitenringsloot of van de buitenringsloot naar het binnenwater. De boktjasker maalt het water uit het binnenwater via de vijzelkom naar de buitenringsloot, die op het buitenwater uitkomt. Alleen de boktjasker heeft een kruibaan voor het kruien van het wiekenkruis op de wind. De paaltjasker wordt met behulp van een ketting op de wind getrokken.
Een tjasker heeft geen kamwielen in tegenstelling tot 'normale' molens. Op de as waar de wieken doorheen steken, zit achteraan een tonmolen. Dit is een klein soort vijzel met een betimmering eromheen. Door molenkenners wordt gesteld dat de enige overeenkomst tussen de tjasker en alle andere windmolentypen het bezit van een wiekenkruis is. Het wiekenkruis kan oudhollands of dwarsgetuigd zijn.
Vooral in natuurgebieden wordt dit soort molens gebruikt om verdroging tegen te gaan.

## Geschiedenis
De tjasker raakte in verval in jaren dertig. Hij kon de concurrentiestrijd met de metalen windmotor niet volhouden. In 1935 werd de voorlopig laatste tjasker in gebruik genomen in het Friese Steggerda. Dit kleine windmolentype voor het oppompen van water was omstreeks 1950 bijna verdwenen. In de jaren zestig heeft de bekende tjaskerbouwer Roelof Dijksma opnieuw enkele tjaskers gebouwd. In 1963 bouwde hij in opdracht van Staatsbosbeheer er een in het natuurreservaat De Weerribben voor de bevloeiing van rietland. Nieuwe inzichten met betrekking tot natuur- en milieubehoud luidden de bescheiden opleving van de tjasker in; sinds 1963 is het toen overgebleven bestand van drie molens uitgebreid naar vijftien. Na 1970 werden verder diverse molens nieuw gebouwd.

## Huidige situatie
In Nederland zijn nog 25 tjaskers te vinden, waarvan elf in Friesland. De oudste tjasker van Nederland, Tjasker It Heidenskip, bevindt zich in It Heidenskip, een buurtschap bij Workum. Deze werd in 1915 gebouwd door J. Dijksma.

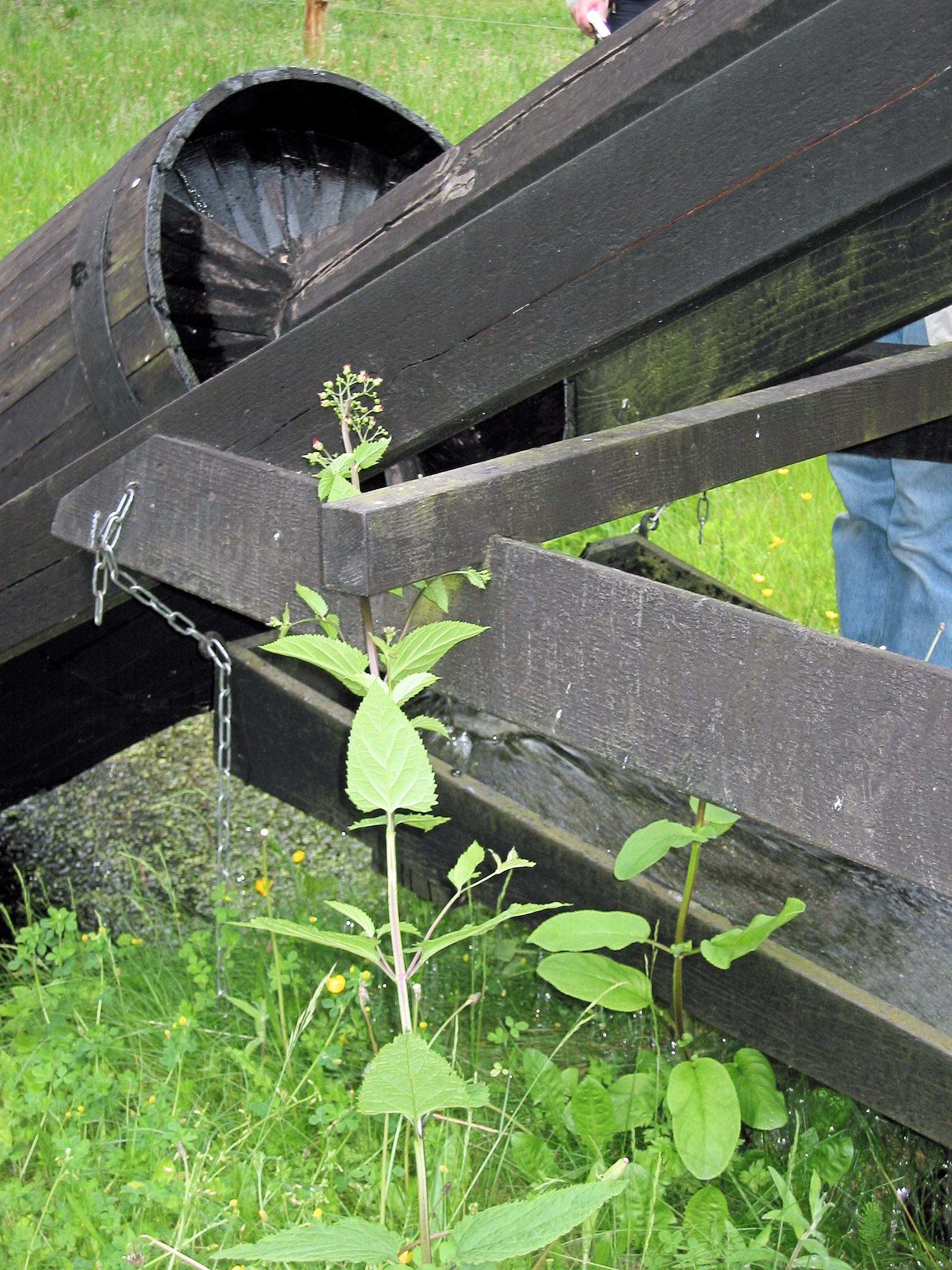
Tonmolen van boktjasker, Nederlands Openluchtmuseum
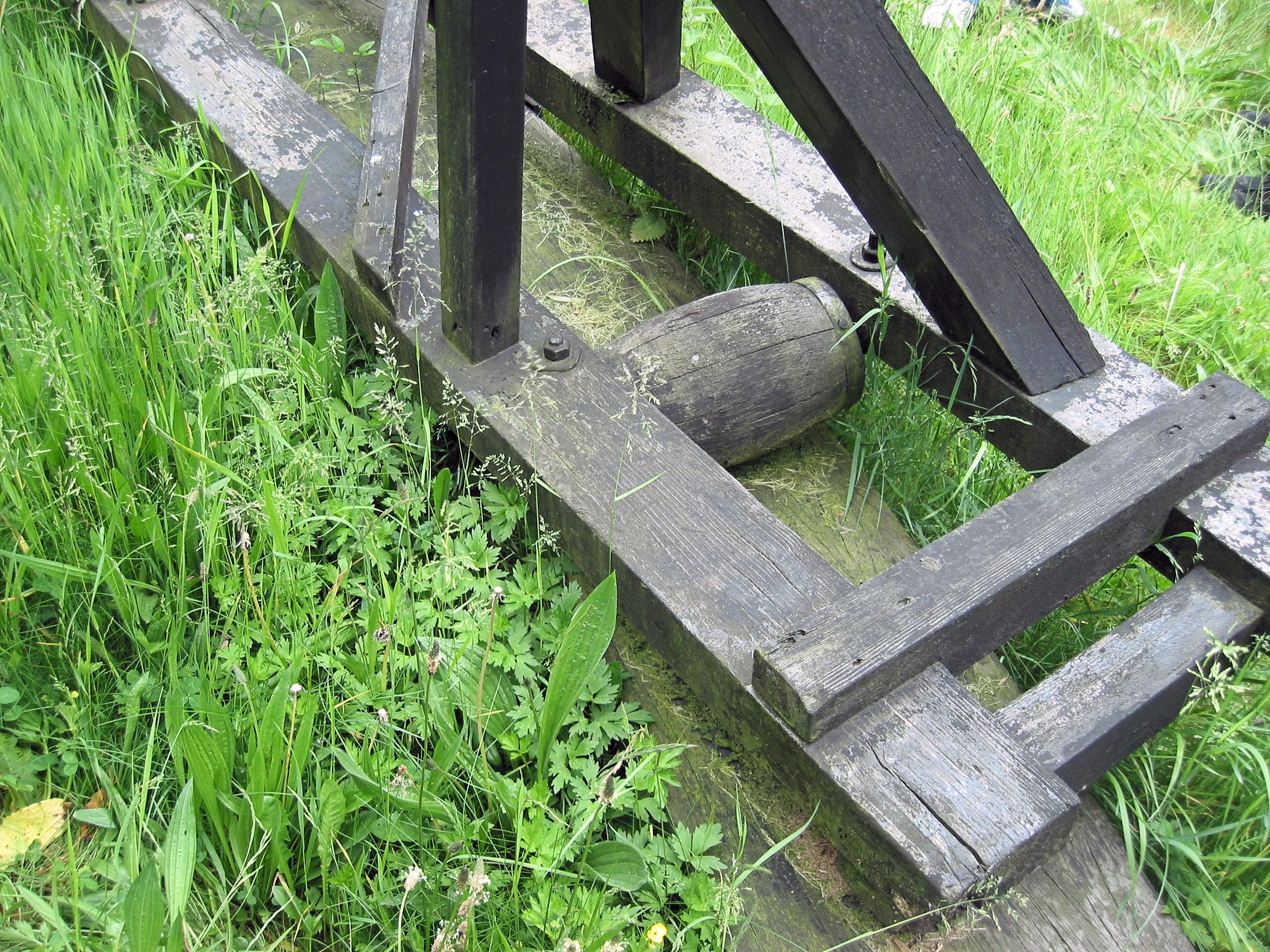
Rollenkruiwerk van boktjasker, Nederlands Openluchtmuseum
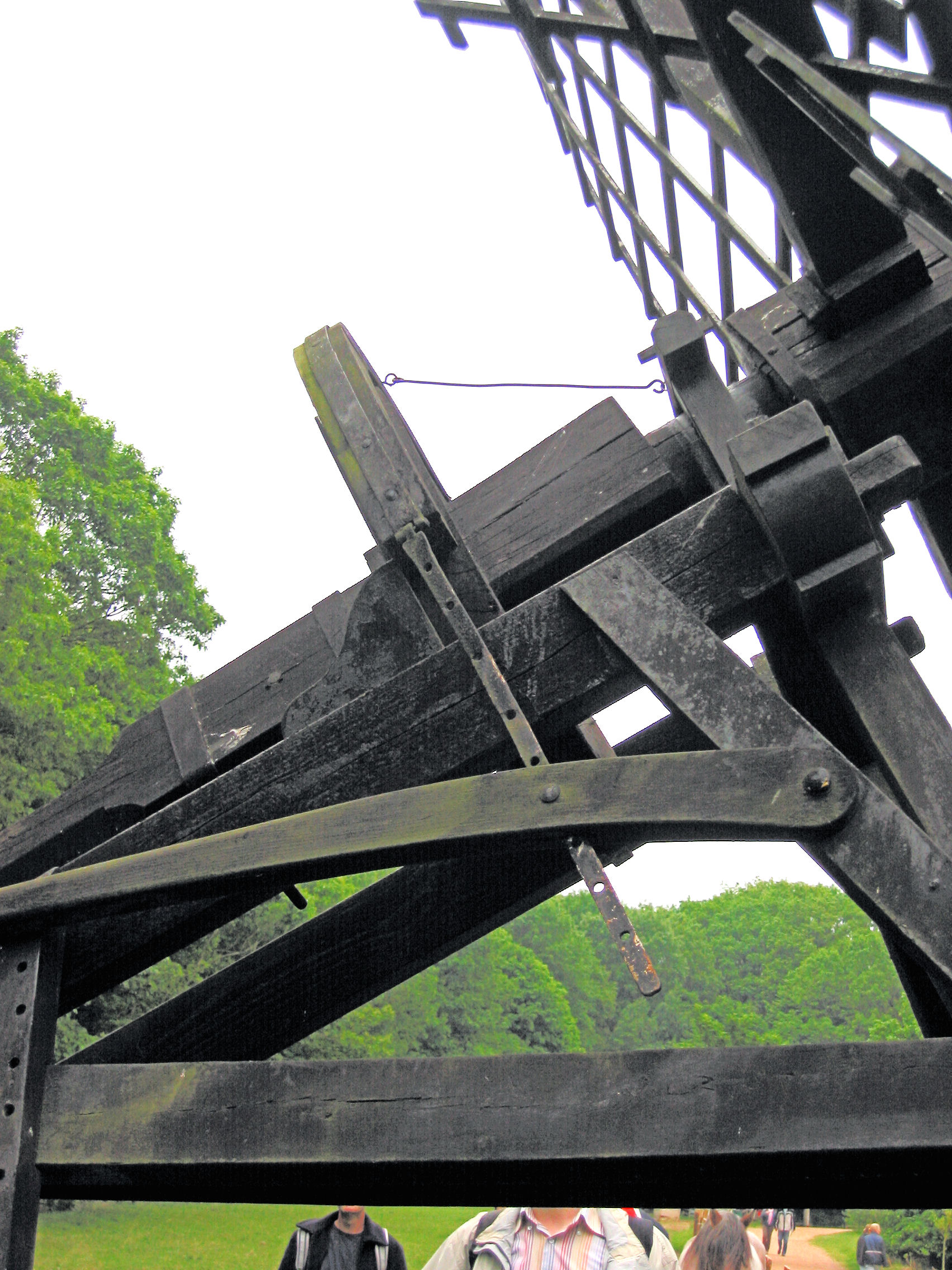
Vang van boktjasker, Nederlands Openluchtmuseum

Amerikaanse windmotor ·
beltmolen ·
bovenkruier ·
grondzeiler ·
paltrokmolen ·
spinnenkop ·
standerdmolen ·
kotmolen ·
stellingmolen ·
houten achtkant ·
ronde stenen molen ·
tjasker ·
torenmolen ·
weidemolen ·
wipmolen ·
monniksmolen (Friese mounts) ·
tonmolen ·
windturbine ·
Bosman-molentje

Verwant artikel: Windmolens in Nederland